# Luelmo
Luelmo ist ein nordwestspanischer Ort und eine Gemeinde (municipio) mit 149 Einwohnern (Stand: 2024) im Westen der Provinz Zamora der Autonomen Gemeinschaft Kastilien-León. Zur Gemeinde gehört auch die Ortschaft Monumenta.

## Lage
Luelmo liegt in der kastilischen Hochebene in einer Höhe von etwa 795 m an der Grenze zwischen Portugal und Spanien, die der Duero bildet. Die Provinzhauptstadt Zamora ist etwa 38 Kilometer (Fahrtstrecke) in ostnordöstlicher Richtung entfernt. Das Klima im Winter ist durchaus kalt, im Sommer dagegen warm bis heiß, Regenfälle fallen verteilt übers ganze Jahr.

## Bevölkerungsentwicklung
| Jahr      | 1970 | 1981 | 1991 | 2001 | 2011 | 2021 |
| Einwohner | 461  | 387  | 298  | 251  | 205  | 145  |

## Sehenswürdigkeiten
- Katharinenkirche